# Edvard Hoem

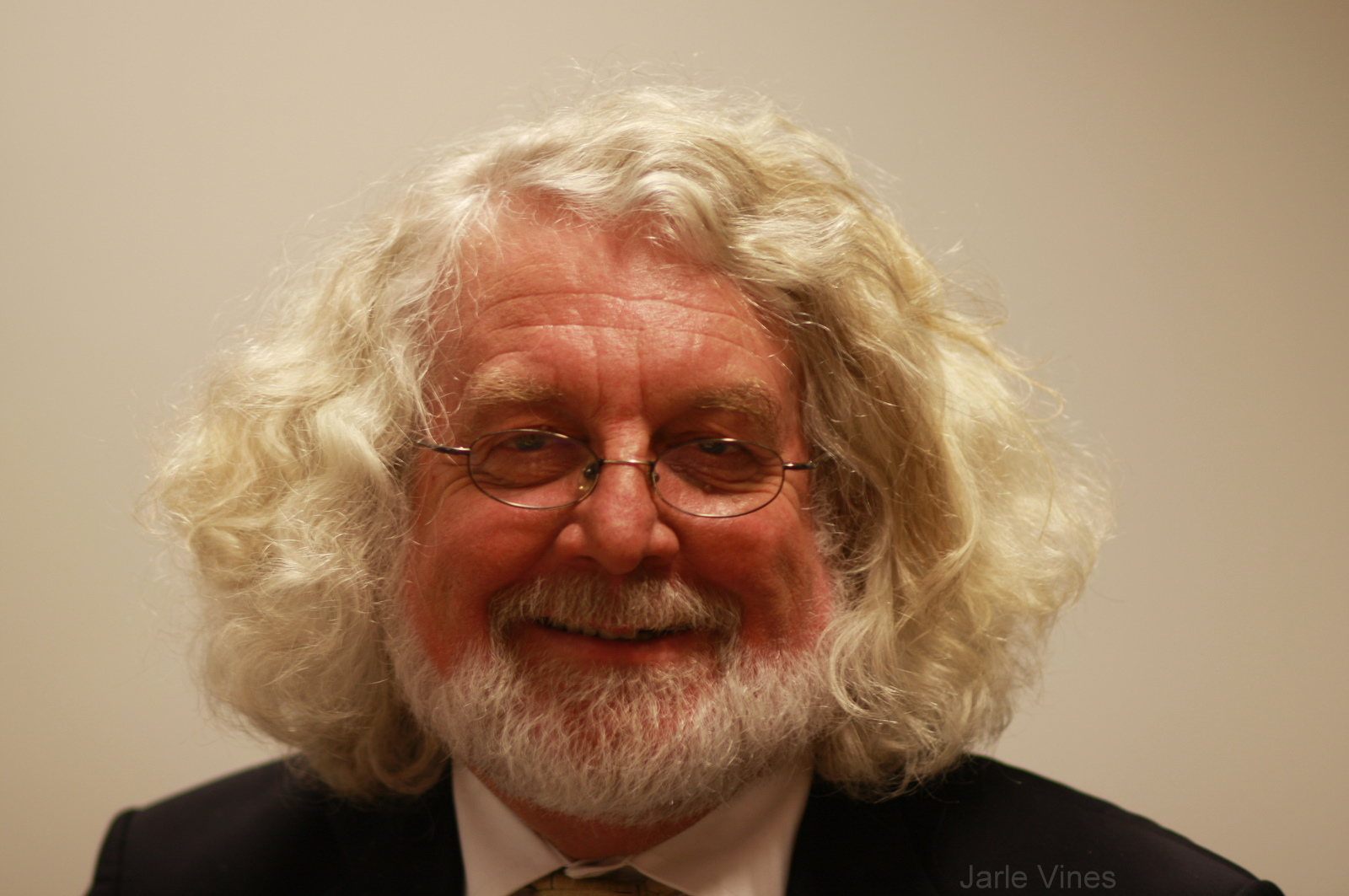
Edvard Hoem, 2010.

Edvard Hoem född 10 mars 1949 i Fræna, är en norsk författare. Hans utbildning omfattar filosofi och litteraturvetenskap vid Universitetet i Oslo. 
Han debuterade 1969 med diktsamlingen Som grønne musikantar. Hoem var knuten till Det norske teatret 1976 och 1980-1986. Han var teaterchef vid Teatret Vårt i Molde under perioden 1997-1999, och har bland annat utmärkt sig som EU-motståndare. Han har mottagit många stipendier och utmärkelser.